# Opel Meriva B
Der Opel Meriva B ist ein vom deutschen Automobilhersteller Opel in Figueruelas (Spanien) gebauter Kompaktvan. Im Gegensatz zu seinem Vorgänger (Opel Meriva A) baut er nicht auf einer Corsa-Plattform auf; stattdessen wurde hier auf Komponenten aus Astra H und Zafira B zurückgegriffen. In Großbritannien wurde er als Vauxhall Meriva verkauft.
Die Markteinführung erfolgte am 12. Juni 2010 zu einem Basispreis von 15.900 Euro. Im Sommer 2017 löste der Opel Crossland X den Meriva ab.
Der Meriva B wurde 2014 laut TÜV-Statistik in der Kategorie der zwei- und dreijährigen Fahrzeuge als das mit den geringsten Mängeln ausgezeichnet.

## Allgemeines
| Sonstige Messwerte            | Sonstige Messwerte              |
| ----------------------------- | ------------------------------- |
| Sterne im Euro-NCAP-Crashtest | 5 Sterne im Euro-NCAP-Crashtest |

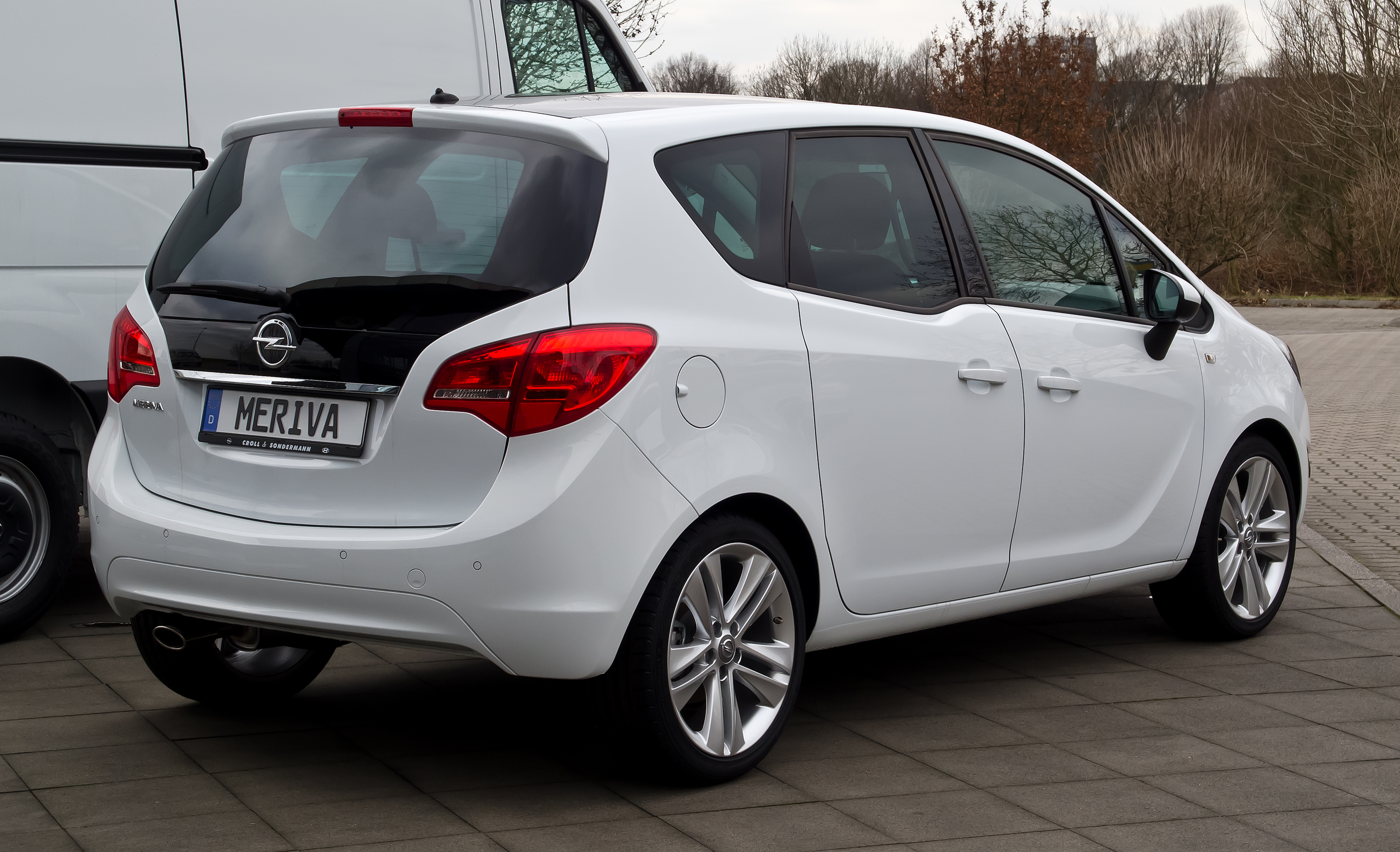
Heckansicht

Der Meriva B setzt die Designlinie und Formensprache der Modelle Insignia und Astra J fort.
Im Vergleich zum Vorgänger, der noch auf dem Opel Corsa C basierte, wurde die zweite Generation des Meriva deutlich länger und breiter, aber minimal flacher. Das Leergewicht stieg trotz der größeren Dimensionen nur geringfügig. Eine Besonderheit stellen die Portaltüren (unter Beibehaltung der B-Säule) dar. Die hinteren Türen werden bei Geschwindigkeiten ab 4 km/h verriegelt, um ein Öffnen gegen den Fahrtwind zu verhindern. Alle seitlichen Türen öffnen sich mit 84° weiter als die sonst üblichen 70°, wobei es insgesamt drei Rastpunkte gibt.
Auch das Design im Innenraum orientiert sich am Insignia und Astra J. Im Gegensatz zum Meriva A wurden im Innenraum nun viele aufgeschäumte und höherwertig wirkende Kunststoffe verwendet.
Der Meriva B bietet im Fond deutlich mehr Beinfreiheit als der Meriva A. Auf der Rücksitzbank lassen sich zwei Kindersitze befestigen. Die beiden äußeren Rücksitze verfügen über Isofix-Halterungen. Beim Vorgänger passten knapp noch drei Kindersitze auf die Rückbank.
Das Kofferraumvolumen bis zur Fensterunterkante stieg gegenüber dem Vorgänger von 330 auf 355 l bzw. bei umgeklappter Rückbank von 690 auf 825 l.

### Modellpflege
Ende Januar 2014 erschien der überarbeitete Meriva, nachdem er zuvor auf der IAA im September 2013 präsentiert worden war.
Er erhielt neu gestaltete Stoßfänger, einen neu gestalteten Kühlergrill sowie ein geändertes Leuchtendesign mit LED-Rückleuchten. Auf technischer Seite war ein neuer 1,6-Liter-Dieselmotor mit einer Leistung von 100 kW (136 PS) sowie ein Sechsstufen-Automatikgetriebe erhältlich. Im März 2014 folgten noch zwei weitere Varianten des 1,6 CDTI mit 70 kW (95 PS) und 81 kW (110 PS).

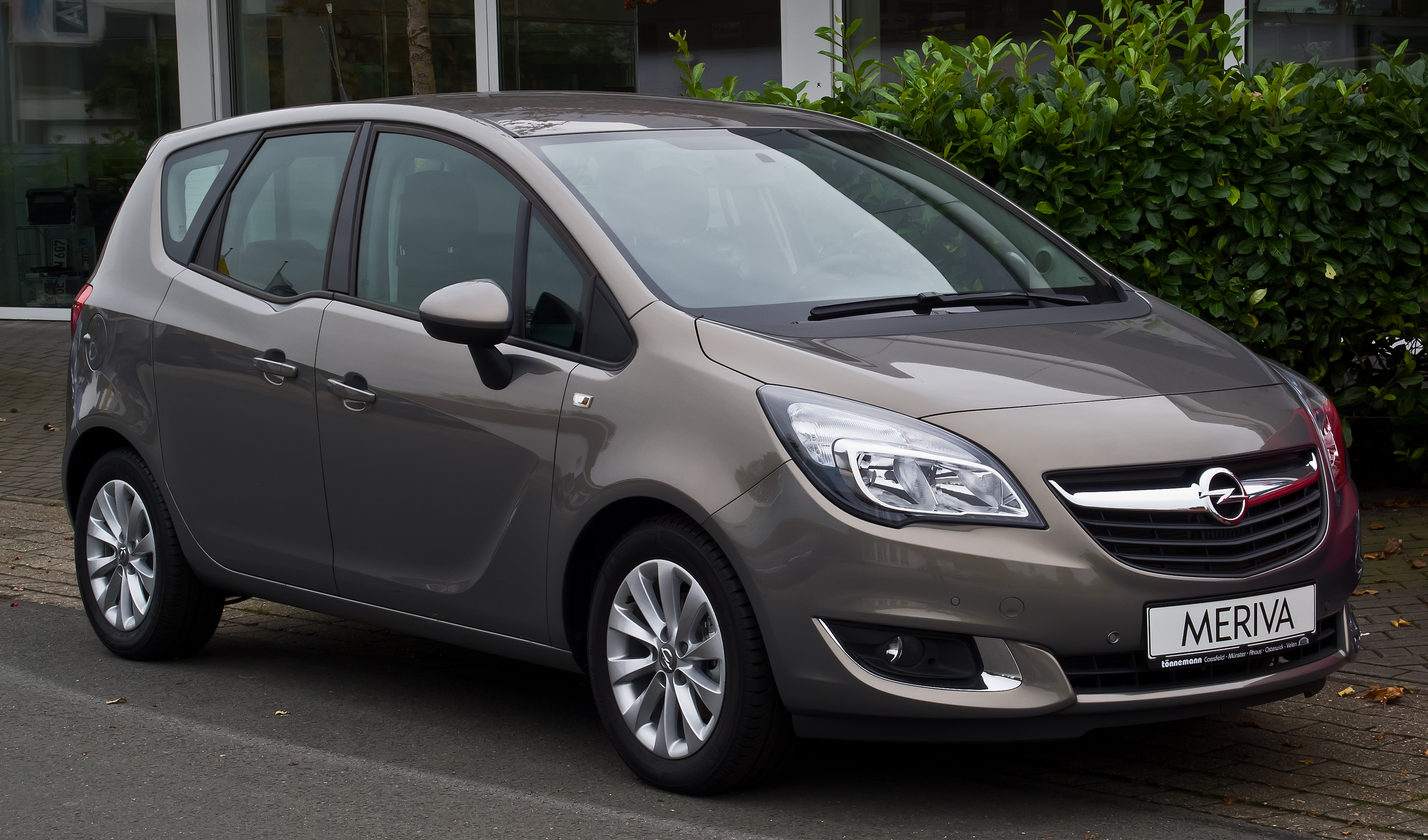
Opel Meriva 1.4 Style (2013–2017)
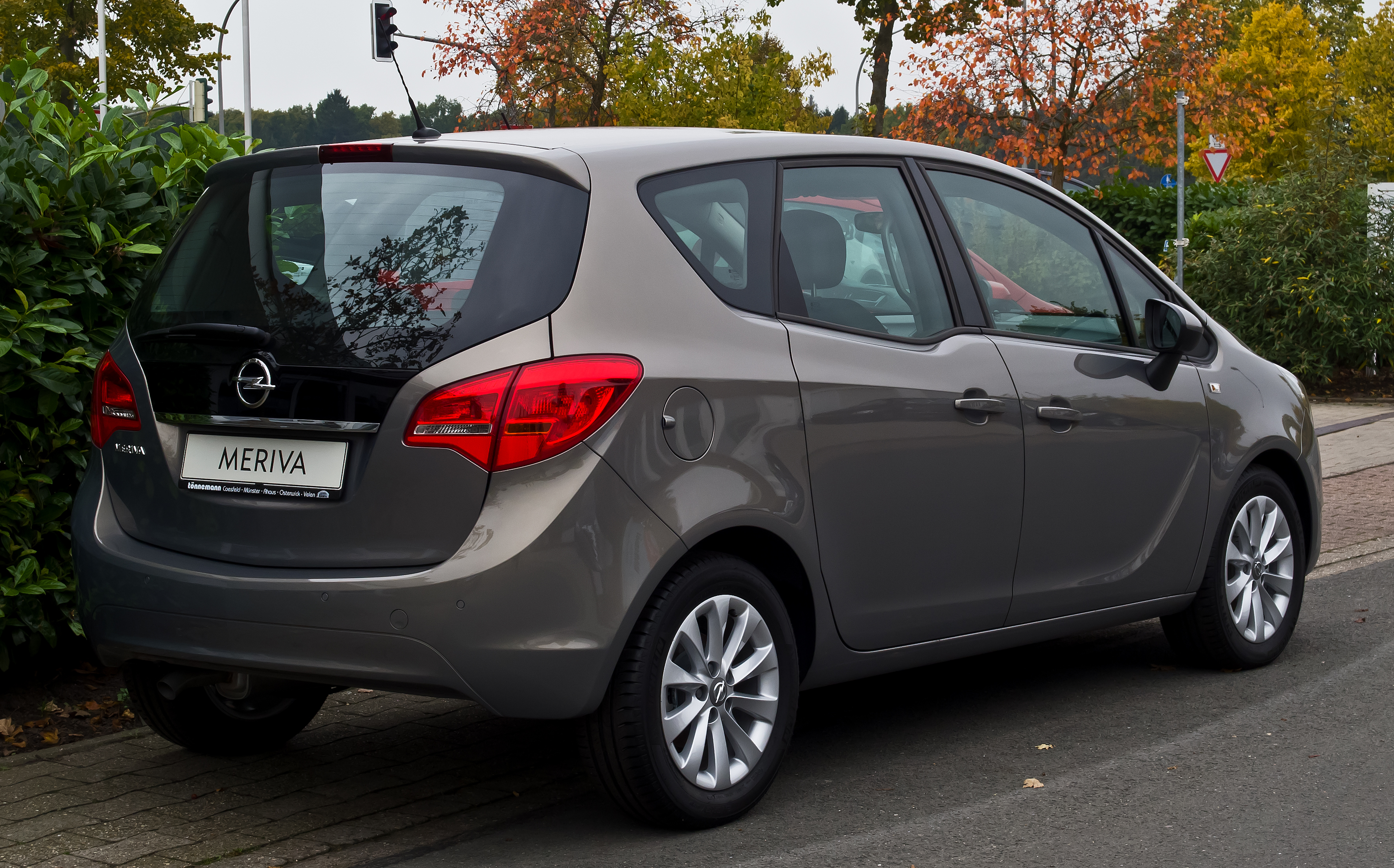
Heckansicht

## Ausstattung
Die serienmäßige Sicherheitsausstattung umfasst unter anderem Frontairbags für Fahrer und Beifahrer, Antiblockiersystem (ABS),
Elektronisches Stabilitätsprogramm (ESP), auskuppelnde Sicherheitspedale (PRS) und Traktionskontrolle (TCPlus).
Für den deutschen Markt gehörten zudem Berg-Anfahr-Assistent, Reifendruckverlust-Überwachungssystem, aktive Kopfstützen vorne, Seitenairbags vorne und Kopfairbags vorne und hinten zur Serienausstattung.
Das Basismodell Selection bietet unter anderem elektrisch einstell- und beheizbare Außenspiegel, Drehzahlmesser, elektrische Fensterheber vorn, höhen- und längseinstellbare Lenksäule, geschwindigkeitsabhängig wirkende Servolenkung und Zentralverriegelung mit Funkfernbedienung.
Ab Edition gehören Bordcomputer, Klimaanlage, Stereo-CD-Radio, Tempomat und die FlexRail-Mittelkonsole, bei der sich eine aufklappbare Mittelarmstütze und ein Flaschenhalter montieren und in Längsrichtung verschieben lassen, zum Ausstattungsumfang.
Die Ausstattungsvariante Innovation beinhaltet darüber hinaus Einparkhilfe vorne und hinten, elektrische Fensterheber auch hinten, Kurven- und Abbiegelicht, Sitz- und Lenkradheizung sowie Leichtmetallräder.
Ferner gibt es die Ausstattungsvarianten Color Edition und 150 Jahre Opel.
Gegen Aufpreis waren vielfältig verstellbare Fahrer- und Beifahrersitze (mit Lendenwirbelstütze und ausziehbarer Oberschenkelauflage), die von der 'Aktion Gesunder Rücken' (AGR) mit einem Gütesiegel ausgezeichnet wurden, erhältlich.
Außerdem wird das vom Opel Corsa bekannte integrierte Fahrradträgersystem für maximal zwei Fahrräder angeboten, das bei Nichtgebrauch vollständig in den hinteren Stoßfänger eingeschoben werden kann. Es lässt sich jedoch nicht mit einer Anhängerkupplung oder der Einparkhilfe kombinieren. Ab Modelljahr 2012 war die Einparkhilfe auch zusammen mit dem Fahrradträger bestellbar. Alternativ kann ein herkömmlicher Fahrradträger für bis zu drei Fahrräder gemeinsam mit einer Anhängerkupplung montiert werden.

## Sicherheit
Beim Euro-NCAP-Crashtest im November 2010 bekam der Opel Meriva 32 Punkte beim Insassenschutz, 38 Punkte im Kinderschutz und 20 Punkte im Fußgängerschutz.

## Motoren
Zur Auswahl stehen sieben Motoren; davon drei Otto- und vier Dieselmotoren. Die Benziner haben allesamt einen Hubraum von 1,4 Litern. Der schwächste Benziner leistet 74 kW (100 PS). Die beiden stärkeren Motoren werden von einem Turbolader unterstützt und leisten dadurch 88 kW (120 PS) beziehungsweise 103 kW (140 PS). Der schwächste Dieselmotor leistet aus 1,3 Litern Hubraum 55 kW (75 PS), die drei übrigen Dieselmotoren leisten bei 1,7 Litern Hubraum 74, 81 und 96 kW (100, 110 und 130 PS).

### Ottomotoren
| | 1.4 (ecoFLEX) *                        | 1.4 (ecoFLEX) *                        | 1.4 (ecoFLEX) *                        | 1.4 LPG ecoFLEX                        |
| --- | -------------------------------------- | -------------------------------------- | -------------------------------------- | -------------------------------------- |
| Bauzeitraum | 03/2010–06/2017                        | 03/2010–06/2017                        | 03/2010–06/2017                        | 11/2011–06/2017                        |
| Motortyp | Vierzylinder-Ottomotor in Reihenbauart | Vierzylinder-Ottomotor in Reihenbauart | Vierzylinder-Ottomotor in Reihenbauart | Vierzylinder-Ottomotor in Reihenbauart |
| Motoraufladung | –                                      | Turbolader                             | Turbolader                             | Turbolader                             |
| Hubraum | 1398 cm³                               | 1364 cm³                               | 1364 cm³                               | 1364 cm³                               |
| Leistung | 74 kW (100 PS) 6000/min                | 88 kW (120 PS) 4800–6000/min           | 103 kW (140 PS) 4900–6000/min          | 88 kW (120 PS) 4800–6000/min           |
| Drehmoment | 130 Nm 4000/min                        | 175 Nm 1750–4800/min                   | 200 Nm 1850–4200/min                   | 175 Nm 1750–4800/min                   |
| Getriebeart, serienmäßig | 5-Gang-Schaltung                       | 5-Gang-Schaltung                       | 6-Gang-Schaltung                       | 5-Gang-Schaltung                       |
| Getriebeart, optional | –                                      | 6-Stufen-Automatik                     | 6-Stufen-Automatik                     | –                                      |
| Beschleunigung, 0–100 km/h | 13,9 s                                 | 11,5 s                                 | 10,3 s                                 | 11,5 [11,8] s                          |
| Höchstgeschwindigkeit | 177 km/h                               | 188 km/h                               | 196 km/h                               | 188 [187] km/h                         |
| Kraftstoffverbrauch auf 100 km (kombiniert) | 6 l (5,6 l)                            | 5,9 l (5,4 l) [7,2 l]                  | 6,3 l (6,1 l) [7,2 l]                  | 5,9 l S 7,4 l LPG                      |
| CO2-Emission, kombiniert | 140 g/km (132 g/km)                    | 139 g/km (127 g/km) [169 g/km]         | 149 g/km (144 g/km) [169 g/km]         | 133 g/km [121 g/km]                    |
| Abgasnorm nach EU-Klassifikation | Euro 6 / Euro 5**                      | Euro 6 / Euro 5**                      | Euro 6 / Euro 5**                      | Euro 6 / Euro 5**                      |
| Werte in runden Klammern ( ) mit Start-Stopp-System, Werte in eckigen Klammern [ ] mit Automatik * seit 12/2011 mit ecoFlex-Bezeichnung und Start-Stopp-System. ** Euro 5 ausschließlich der 1.4 ecoFLEX mit 103 kW (140 PS) und MT-5. |                                        |                                        |                                        |                                        |

### Dieselmotoren
| | 1.3 CDTI ecoFLEX                                                   | 1.6 CDTI ecoFLEX                                                   | 1.6 CDTI ecoFLEX                                                   | 1.6 CDTI ecoFLEX                                                   | 1.7 CDTI                                                           | 1.7 CDTI                                                           | 1.7 CDTI                                                           |
| --- | ------------------------------------------------------------------ | ------------------------------------------------------------------ | ------------------------------------------------------------------ | ------------------------------------------------------------------ | ------------------------------------------------------------------ | ------------------------------------------------------------------ | ------------------------------------------------------------------ |
| Bauzeitraum | 03/2010–06/2017                                                    | 03/2014–06/2017                                                    | 03/2014–06/2017                                                    | 11/2013–06/2017                                                    | 03/2010–12/2011                                                    | 03/2010–06/2017*                                                   | 03/2010–11/2013                                                    |
| Motortyp | Vierzylinder-Dieselmotor in Reihenbauart, Common-Rail-Einspritzung | Vierzylinder-Dieselmotor in Reihenbauart, Common-Rail-Einspritzung | Vierzylinder-Dieselmotor in Reihenbauart, Common-Rail-Einspritzung | Vierzylinder-Dieselmotor in Reihenbauart, Common-Rail-Einspritzung | Vierzylinder-Dieselmotor in Reihenbauart, Common-Rail-Einspritzung | Vierzylinder-Dieselmotor in Reihenbauart, Common-Rail-Einspritzung | Vierzylinder-Dieselmotor in Reihenbauart, Common-Rail-Einspritzung |
| Motoraufladung | Turbolader                                                         | Turbolader                                                         | Turbolader                                                         | Turbolader                                                         | Turbolader                                                         | Turbolader                                                         | Turbolader                                                         |
| Hubraum | 1248 cm³                                                           | 1598 cm³                                                           | 1598 cm³                                                           | 1598 cm³                                                           | 1686 cm³                                                           | 1686 cm³                                                           | 1686 cm³                                                           |
| Leistung | 70 kW (95 PS) 4000/min                                             | 70 kW (95 PS) 3500/min                                             | 81 kW (110 PS) 3500/min                                            | 100 kW (136 PS) 3500–4000/min                                      | 74 kW (100 PS) 4000/min                                            | 81 kW (110 PS) 4000/min                                            | 96 kW (130 PS) 4000/min                                            |
| Drehmoment | 180 Nm 1750–3500/min                                               | 280 Nm 1500–1750/min                                               | 300 Nm 1750–2000/min                                               | 320 Nm 2000/min                                                    | 260 Nm 1700–2550/min                                               | 280 Nm 1750–2500/min                                               | 300 Nm 2000–2500/min                                               |
| Getriebeart, serienmäßig | 5-Gang-Schaltung                                                   | 6-Gang-Schaltung                                                   | 6-Gang-Schaltung                                                   | 6-Gang-Schaltung                                                   | 6-Stufen-Automatik                                                 | 6-Gang-Schaltung/ 6-Stufen-Automatik*                              | 6-Gang-Schaltung/ 6-Stufen-Automatik*                              |
| Beschleunigung, 0–100 km/h | 13,8 s                                                             | 13,8 s                                                             | 12,5 s                                                             | 9,9 s                                                              | 13,9 s                                                             | 11,8 s                                                             | 9,9 s                                                              |
| Höchstgeschwindigkeit | 168 km/h                                                           | 174 km/h                                                           | 185 km/h                                                           | 197 km/h                                                           | 172 km/h                                                           | 182 km/h                                                           | 196 km/h                                                           |
| Kraftstoffverbrauch auf 100 km (kombiniert) | 4,5 l (4,1 l)                                                      | (4,0 l)                                                            | (4,0 l)                                                            | (4,4 l)                                                            | 6,4 l                                                              | 5,3 l [6,1 l]                                                      | 5,3 l [6,1 l]                                                      |
| CO2-Emission, kombiniert | 119 g/km (109 g/km)                                                | (105 g/km)                                                         | (105 g/km)                                                         | (116 g/km)                                                         | 168 g/km                                                           | 139 g/km                                                           | 139 g/km                                                           |
| Abgasnorm nach EU-Klassifikation | Euro 5                                                             | Euro 6                                                             | Euro 6                                                             | Euro 6                                                             | Euro 5                                                             | Euro 5                                                             | Euro 5                                                             |
| Werte in runden Klammern ( ) mit Start-Stopp-System, Werte in eckigen Klammern [ ] mit Automatik. * Ab 11/2013 nur noch der 1.7 CDTI mit 81 kW (110 PS) und AT-6. |                                                                    |                                                                    |                                                                    |                                                                    |                                                                    |                                                                    |                                                                    |